# Hidrocución
La hidrocución, popularmente conocida como corte de digestión, es un shock termodiferencial (diferencia brusca de la temperatura) caracterizado por un estado sincopal provocado por el contacto brusco de la piel y de las vías respiratorias superiores con el agua fría, lo que desencadena un reflejo de inhibición de la respiración y la circulación generando una sobrecarga cardíaca derecha que ocasiona en la mayoría de los casos una parada cardiorrespiratoria.
Al contrario de lo que muchos creen, sus causas no están directamente relacionadas con el proceso digestivo. Aunque no existen suficientes casos clínicos contrastados que verifiquen la relación directa entre la digestión y la hidrocución, sí se sabe que una comida copiosa antes del choque térmico puede aumentar las posibilidades de padecerla.
Ante las analogías clínicas que presentaban los accidentes mortales por el agua y por la electricidad, el profesor G. Lartigue creó las palabras hidrocución e hidrocutado, análogas a electrocución y electrocutado, términos que vienen a significar la "ejecución por el agua" y la "ejecución por la electricidad".
Son factores predisponentes:
- Temperatura del agua inferior a los 18 °C.
- Exposiciones largas al sol antes del baño.
- Hipertermia. Es decir aumento de la temperatura corporal que puede estar originado por diferentes circunstancias, como trabajos físicos con temperaturas ambientales elevadas.
- Ejercicios físicos violentos con gran sudoración.
- Ingesta de psicofármacos .
- Traumatismos previos a la entrada al agua:

Por ejemplo al saltar desde cierta altura y caer directamente sobre el vientre se puede producir una pérdida brusca del conocimiento y paro cardiorrespiratorio por inhibición nerviosa refleja.
- Estado digestivo: Las ingestas copiosas de alimentos previas a la inmersión.[3]

## Síntomas
La mayoría de las veces el síncope es precedido por unos síntomas llamados "señales de alarma". Estos son:
- Estado de sopor o de obnubilación.
- Sensación de vértigo y zumbido en los oídos.
- Dolor de cabeza.
- Fatiga.
- Enrojecimiento de la piel con picazón y sensación de calor, generalmente en el abdomen y la cara interna de brazos y piernas.
- Déficit de agudeza visual con visión borrosa.
- Dolores de localización variable que se presentan en forma de hinchazón, calambres musculares o dolores articulares.
- Erección de folículos pilosos (piel de gallina).